# Rudi Reese
Rudi Reese (* um 1911; † im Mai 1976, eigentlich: Rudolf Reese) war ein deutscher Gastwirt. Er wurde bekannt durch seine ausgedehnten Wohlfahrtsmärsche für bedürftige Kinder in Europa, Amerika, Afrika und Asien.

## Leben

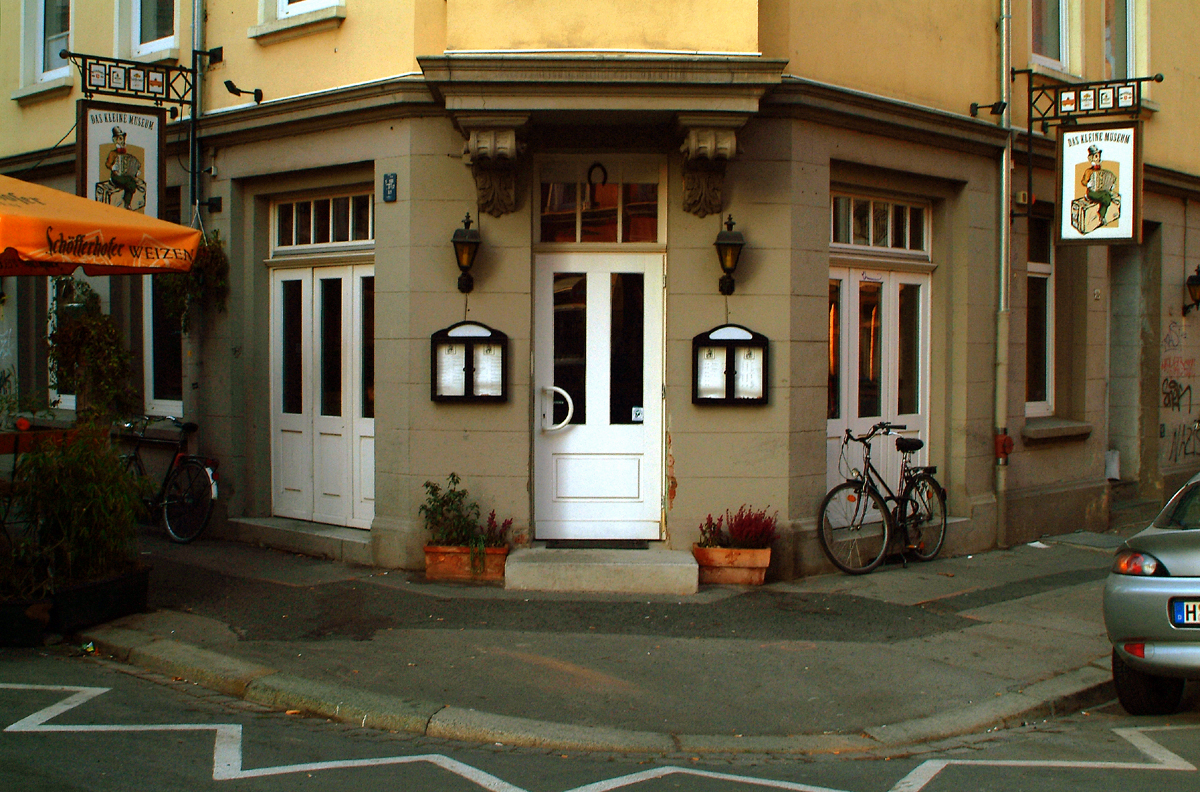
Von Rudi Reese betriebenes Lokal Das Kleine Museum in Linden-Nord, Grotestraße Ecke Ahlemer Straße

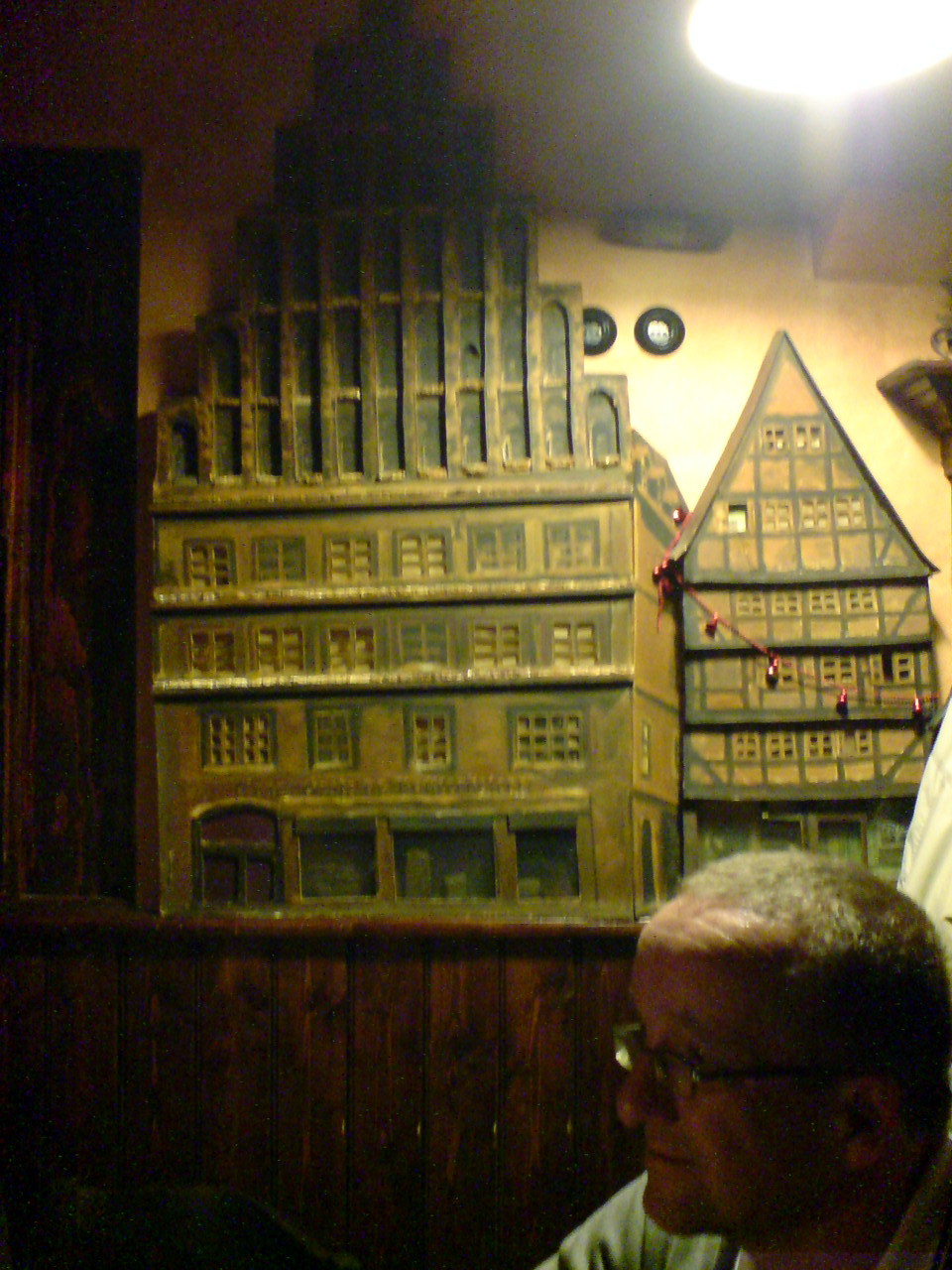
Detail der Inneneinrichtung vom Kleinen Museum

Reese wuchs ohne seine Eltern auf; sein Vater fiel in der Schlacht um Verdun. Er lernte Kupfer- und Waffenschmied.
Seinen ersten Wohlfahrtsmarsch begann er 1957.
Im Jahr 1960 wanderte er 7000 Kilometer durch mehr als 100 europäische Städte, um Geld- und Sachspenden zu sammeln. Im August 1963 brach er zum gleichen Zweck zu einer 1300 Kilometer langen Strecke nach Verdun auf.
Sein ungewöhnlicher Einsatz für Kinder erweckte öffentliches Interesse. Im Jahr 1963 lud ihn der amerikanische Präsident John F. Kennedy in das Weiße Haus ein, er nahm an einer Papstaudienz teil und traf Grace Kelly.
Im Mai 1964 reiste er nach New York, um über 6000 Kilometer durch Hafenstädte an der Ostküste und im Mittleren Westen zu laufen und dort Spenden zu sammeln. Dabei trug er eine Grubenlampe vom Grubenunglück von Lengede mit sich und ein von 14 Überlebenden des Unglücks unterzeichnetes Schriftstück.
Im Juli 1965 brach er nach Indien auf, um dort mit Unterstützung der Regierung 60.000 Adressen von Heimkindern zu sammeln und in Deutschland zu verteilen. Zu diesem Zeitpunkt soll er bereits 28.000 Kilometer auf Wohlfahrtsmärschen zurückgelegt haben.
Während der Olympischen Spiele in Mexiko 1968 reiste er nach Mexiko, um für Heim- und Waisenkinder Spenden und Patenschaften zu sammeln. Es wird berichtet, zu diesem Zeitpunkt habe er insgesamt 120.000 Kilometer zu Fuß zurückgelegt und 140.000 Heimkindern Adressen und Patenschaften vermittelt.
Sein linkes Bein musste im Dezember 1971 infolge von Durchblutungsstörungen und Wundbrand amputiert werden. Im Jahr 1973 musste er im Alter von 62 Jahren seine Wohlfahrtsmärsche einstellen, nachdem auch Probleme mit seinem rechten Bein auftraten und dieses nur durch eine Operation gerettet werden konnte.
Rudi Reese betrieb in hannoverschen Stadtteil Linden-Nord das Lokal Das kleine Museum, das er mit Erinnerungsstücken aus aller Welt dekorierte, darunter ein ausgestopftes Krokodil. Er galt als „Lindener Original“ und nannte sich selbst Onkel Rudi.
Rudolf Reese war verheiratet; er starb im Mai 1976.